# Hiệp ước Lausanne
Hiệp ước Lausanne là một hiệp ước hòa bình ký ở Lausanne, Thụy Sĩ vào ngày 24 tháng 7 năm 1923. Nó chính thức kết thúc trạng thái chiến tranh tồn tại giữa Thổ Nhĩ Kỳ và Đồng minh Đế quốc Anh, Cộng hòa Pháp, Italy, Hy Lạp, Vương quốc Romania, Đế quốc Nhật, và Nhà nước Serbia-Croatia-Slovenia kể từ lúc bắt đầu Chiến tranh thế giới thứ nhất. Hiệp ước quy định các đường biên giới của nước Thổ Nhĩ Kỳ (gần giống như hiện tại) trừ biên giới với Iraq, Thổ Nhĩ Kỳ buộc phải từ bỏ mọi tuyên bố chủ quyền lãnh thổ với phần còn lại của Đế quốc Ottoman để đổi lại sự công nhận chủ quyền pháp lý với biên giới mới.